# Traité sur l'Union européenne
Pour les articles homonymes, voir Tue (homonymie) et Traité de Maastricht (homonymie).
Cet article parle du traité sur l'Union européenne dans sa version en vigueur actuellement. Pour le traité de Maastricht comme traité modificatif, voir traité de Maastricht ; pour la version du traité en vigueur entre 1993 et 2009, voir traité sur l'Union européenne (1993-2009).
Le traité sur l'Union européenne (TUE), aussi appelé traité de Maastricht car il y a été signé dans sa première version, est un des traités constitutifs de l'Union européenne, l'autre étant le traité sur le fonctionnement de l'Union européenne. Dans sa dernière version avant le traité de Lisbonne, le traité affirmait les objectifs de l'Union, définissait les trois « piliers » de son action et donnait un cadre institutionnel au Conseil européen. Avec le traité de Lisbonne, le traité a été profondément remanié et certains éléments, dont la structure en piliers, ont disparu.
Le traité de Maastricht est signé par l'ensemble des douze États membres de la Communauté économique européenne à Maastricht (Pays-Bas), le 7 février 1992, après un accord conclu lors du Conseil européen de Maastricht, en décembre 1991, et est entré en vigueur le 1er novembre 1993. Il est modifié ultérieurement par les traités d'Amsterdam et de Nice, qui ont introduit des dispositions nouvelles et ont modifié les numéros de l'ensemble des articles. Enfin, il est de nouveau modifié par le traité de Lisbonne, entré en vigueur le 1er décembre 2009.

## Historique

### Traité de Maastricht: le traité instituant l'Union européenne en 1992
Le traité sur l'Union européenne de Maastricht marque la fondation de l'Union européenne qualifiée de « nouvelle étape dans le processus créant une union sans cesse plus étroite entre les peuples de l'Europe ». Le TUE englobe les Communautés européennes préexistantes en modifiant les traités les instituant (TCEE, Traité Euratom, et Traité CECA), la nouvelle politique étrangère et de sécurité commune (PESC) et la coopération dans les domaines de la justice et des affaires intérieures. Cette nouvelle architecture est communément représentée sous la forme d'un temple grec à trois piliers.

États membres de l'UE en 1992

Le traité de Maastricht modifie en profondeur le traité instituant la Communauté économique européenne, qui devient le traité instituant la Communauté européenne, traduisant ainsi le dépassement des objectifs économiques initiaux et l'affirmation d'objectifs politiques, financiers et sociaux, le tout assis sur le renforcement de la légitimité démocratique de l'Europe.
Les dispositions principales du traité de Maastricht concernent :
- l'institution de l'Union européenne, autour d'un cadre institutionnel unique qui renforce le rôle du Parlement européen, et de processus de décision de nature communautaire pour les politiques et domaines d'action du premier pilier, ou intergouvernementale pour les deux autres piliers ;
- l'achèvement de la mise en place du marché unique et la création de l'Union économique et monétaire (UEM) - devant conduire à une monnaie unique, l'euro - dont il définit les institutions et les grandes règles[6] que les États doivent observer pour en faire partie, parmi lesquelles les critères de convergence[7] ;
- l'instauration d'une citoyenneté européenne et l'extension des compétences de la Communauté européenne en matière notamment de politique sociale, d'éducation, de santé ou de protection des consommateurs qui traduisent une orientation forte en faveur de la protection et du développement des individus au sein de l'Union[8] ;
- le développement de la politique régionale par le co-financement de projets dans les régions défavorisées de l’Union[9].

Le Royaume-Uni et le Danemark bénéficient d'exemptions sur l'application de certaines dispositions du traité, touchant notamment l'UEM ou la PESC.

### Première révision: traité d'Amsterdam
Le traité sur l'Union européenne a toujours été conçu comme la première étape d'un processus qui se poursuit encore. Ainsi l'article N du traité d'origine annonce qu'« une conférence des représentants des gouvernements des États membres sera convoquée en 1996 pour examiner, conformément aux objectifs énoncés aux articles A et B des dispositions communes, les dispositions du présent traité pour lesquelles une révision est prévue ».
Cette conférence intergouvernementale, ouverte à Turin le 29 mars 1996, a produit le traité d'Amsterdam, signé le 2 octobre 1997 et entré en vigueur le 1er mai 1999. Ce traité procède à une renumérotation des articles du traité sur l'Union européenne. Pour faire face à l'agrandissement de l'Union, il invente la procédure de la « coopération renforcée », par laquelle certains États peuvent aller de l'avant dans la construction communautaire sans attendre les autres pays. Il programme également la mise en place d'un espace de liberté, de sécurité et de justice dans le cadre du troisième pilier.

### Seconde révision: traité de Nice
L'élargissement de l'Europe des Quinze à dix nouveaux pays demandait toutefois une réforme des institutions que le traité d'Amsterdam n'avait pas réalisée. C'est pourquoi une nouvelle conférence intergouvernementale, ouverte le 14 février 2000, a produit par le traité de Nice une nouvelle révision des traités européens.
Ce traité étend le champ de la décision à la majorité et modifie la pondération des votes au sein du Conseil de l'Union européenne en instituant une double majorité : en voix et en population représentée. Sont insérés les articles 27 A à 27 E sur les coopérations renforcées en matière de politique étrangère et de sécurité commune.

### Échec du traité établissant une Constitution pour l'Europe
Encore une fois, le traité de Nice prévoit lui-même, dans une « déclaration relative à l'avenir de l'Union », que le Conseil européen devra poursuivre la réforme des institutions. Cette fois-ci, ce ne sera pas une conférence intergouvernementale mais une Convention sur l'avenir de l'Europe qui remet le 18 juillet 2003 un projet de traité établissant une Constitution pour l'Europe. Cette Constitution remplacerait le traité sur l'Union européenne et le traité instituant la Communauté européenne. Signé par les États membres de l'Union, le traité a vu toutefois son processus de ratification interrompu après son rejet par référendum en France et aux Pays-Bas au printemps 2005.

### Révision majeure par le traité de Lisbonne
Une partie des dispositions institutionnelles du traité constitutionnel ont été reprises dans le traité de Lisbonne, signé le 13 décembre 2007. Celui-ci est entré en vigueur le 1er décembre 2009.
Ce traité est la première modification majeure apportée au traité sur l'Union européenne. Avec le traité de Lisbonne, le traité de Maastricht devient pleinement un traité constitutif et non plus un traité modificatif avec la suppression du titre II sur les dispositions portant modification du traité CEE. Avec le traité de Lisbonne, les articles concernant les principes démocratiques et institutionnels sont étendus, les éléments concernant la coopération renforcée sont regroupés, les articles concernant l'action extérieure et la politique étrangère et de sécurité commune sont étendus.

### Chronologie de l'Union européenne
| Signature Entrée en vigueur Nom du traité | 1948 Traité de Bruxelles                                      | 1951 1952 Traité CECA                             | 1954 1955 Accords de Paris                            | 1957 1958 Traité de Rome (TCEE) Traité Euratom        | 1965 1967 Traité de fusion                            | 1975 1976 institution officieuse    | 1986 1987 Acte unique européen | 1992 1993 Traité de Maastricht (TUE et TCE) | 1992 1993 Traité de Maastricht (TUE et TCE) | 1997 1999 Traité d'Amsterdam (TUE et TCE) | 2001 2003 Traité de Nice (TUE et TCE) | 2007 2009 Traité de Lisbonne (TUE et TFUE) | 2007 2009 Traité de Lisbonne (TUE et TFUE) |  |  |  |  |  |  |  |  |
|                                           |                                                               |                                                   |                                                       |                                                       |                                                       |                                     |                                |                                             |                                             |                                           |                                       |                                            |                                            |  |  |  |  |  |  |  |  |
| Les trois piliers de l'Union européenne   |                                                               |                                                   |                                                       |                                                       |                                                       |                                     |                                |                                             |                                             |                                           |                                       |                                            |                                            |  |  |  |  |  |  |  |  |
| Communautés européennes                   |                                                               |                                                   |                                                       |                                                       |                                                       |                                     |                                |                                             |                                             |                                           |                                       |                                            |                                            |  |  |  |  |  |  |  |  |
|                                           | Communauté européenne de l'énergie atomique (Euratom)         |                                                   |                                                       |                                                       |                                                       |                                     |                                |                                             |                                             |                                           |                                       |                                            |                                            |  |  |  |  |  |  |  |  |
|                                           |                                                               |                                                   | Communauté européenne du charbon et de l'acier (CECA) | Communauté européenne du charbon et de l'acier (CECA) | Communauté européenne du charbon et de l'acier (CECA) | Dissoute en 2002                    | Dissoute en 2002               | Dissoute en 2002                            |                                             | Union européenne (UE)                     | Union européenne (UE)                 |                                            |                                            |  |  |  |  |  |  |  |  |
|                                           |                                                               |                                                   | Communauté économique européenne (CEE)                | Communauté économique européenne (CEE)                | Communauté économique européenne (CEE)                |                                     |                                | Communauté européenne (CE)                  | Communauté européenne (CE)                  | Union européenne (UE)                     | Union européenne (UE)                 |                                            |                                            |  |  |  |  |  |  |  |  |
|                                           |                                                               | TREVI                                             | TREVI                                                 | Justice et affaires intérieures (JAI)                 |                                                       |                                     |                                | Communauté européenne (CE)                  | Communauté européenne (CE)                  | Union européenne (UE)                     | Union européenne (UE)                 |                                            |                                            |  |  |  |  |  |  |  |  |
|                                           | Coopération policière et judiciaire en matière pénale (CPJMP) | TREVI                                             | TREVI                                                 | Justice et affaires intérieures (JAI)                 |                                                       |                                     |                                |                                             |                                             | Union européenne (UE)                     | Union européenne (UE)                 |                                            |                                            |  |  |  |  |  |  |  |  |
|                                           | Coopération politique européenne (CPE)                        | Politique étrangère et de sécurité commune (PESC) | Politique étrangère et de sécurité commune (PESC)     | Politique étrangère et de sécurité commune (PESC)     | Politique étrangère et de sécurité commune (PESC)     |                                     |                                |                                             |                                             | Union européenne (UE)                     | Union européenne (UE)                 |                                            |                                            |  |  |  |  |  |  |  |  |
| Union occidentale (UO)                    | Union occidentale (UO)                                        | Union de l'Europe occidentale (UEO)               | Union de l'Europe occidentale (UEO)                   | Union de l'Europe occidentale (UEO)                   | Union de l'Europe occidentale (UEO)                   | Union de l'Europe occidentale (UEO) |                                |                                             |                                             |                                           | Union européenne (UE)                 |                                            |                                            |  |  |  |  |  |  |  |  |
| Union occidentale (UO)                    | Union occidentale (UO)                                        | Union de l'Europe occidentale (UEO)               | Union de l'Europe occidentale (UEO)                   | Union de l'Europe occidentale (UEO)                   | Union de l'Europe occidentale (UEO)                   | Union de l'Europe occidentale (UEO) | Dissoute en 2011               |                                             |                                             |                                           |                                       |                                            |                                            |  |  |  |  |  |  |  |  |
|                                           |                                                               |                                                   |                                                       |                                                       |                                                       |                                     |                                |                                             |                                             |                                           |                                       |                                            |                                            |  |  |  |  |  |  |  |  |

## Contenu

### Préambule
Le préambule rappelle les origines et les objectifs de l’Union. Il aborde notamment des éléments tels que l’approfondissement de l’intégration et de la solidarité entre les États membres et ses ressortissants (citoyenneté européenne). Il rappelle aussi l'importance de la diversité culturelle, ainsi que le respect des droits fondamentaux et le caractère démocratique des institutions de l’Union.
Le préambule rappelle aussi les débuts économiques de l’Union en rappelant que l’Union a aussi pour objectif de renforcer l’économie de ses membres et d’en assurer la convergence, et de promouvoir le progrès économique.
Cependant le préambule prend aussi en compte les données sociales et environnementales de l'économie.
Le préambule énonce aussi que l'Union vise à mettre en œuvre une politique étrangère et de sécurité commune notamment avec l’établissement progressif d’une politique de défense commune devant à terme mener à la mise en place d'une défense commune.

### Titre premier: dispositions communes
Le titre premier (articles premier à 8) précise les principes fondamentaux qui fondent l'Union européenne :
- fondement juridique de l'Union (article premier) ;
- droits individuels (articles 2 et 3) ;
- principes de développement et de cohésion de l'Union (article 3) ;
- respect des prérogatives des États membres (articles 4 et 5), notamment les principes de subsidiarité et de proportionnalité ;
- reconnaissance des droits fondamentaux et notamment de la Charte des droits fondamentaux, adhésion de l'Union à la Convention européenne des droits de l'homme (article 6) ;
- procédure de sanction à l'égard d'un État membre (article 7) ;
- relations entre l'Union et les pays voisins (article 8).

### Titre II: principes démocratiques
Le titre II définit des principes de gouvernement reconnus par l'Union pour son fonctionnement :
- égalité des citoyens, citoyenneté européenne (article 9) ;
- représentation des citoyens (Parlement européen) et des États (Conseil européen et Conseil de l'Union européenne), partis politiques européens (article 10) ;
- participation des citoyens aux prises de décision, notamment par l'attribution du droit pour un million de citoyens de saisir la Commission européenne d'une question (article 11) ;
- rôle des parlements nationaux dans le fonctionnement de l'Union (article 12).

### Titre III: institutions

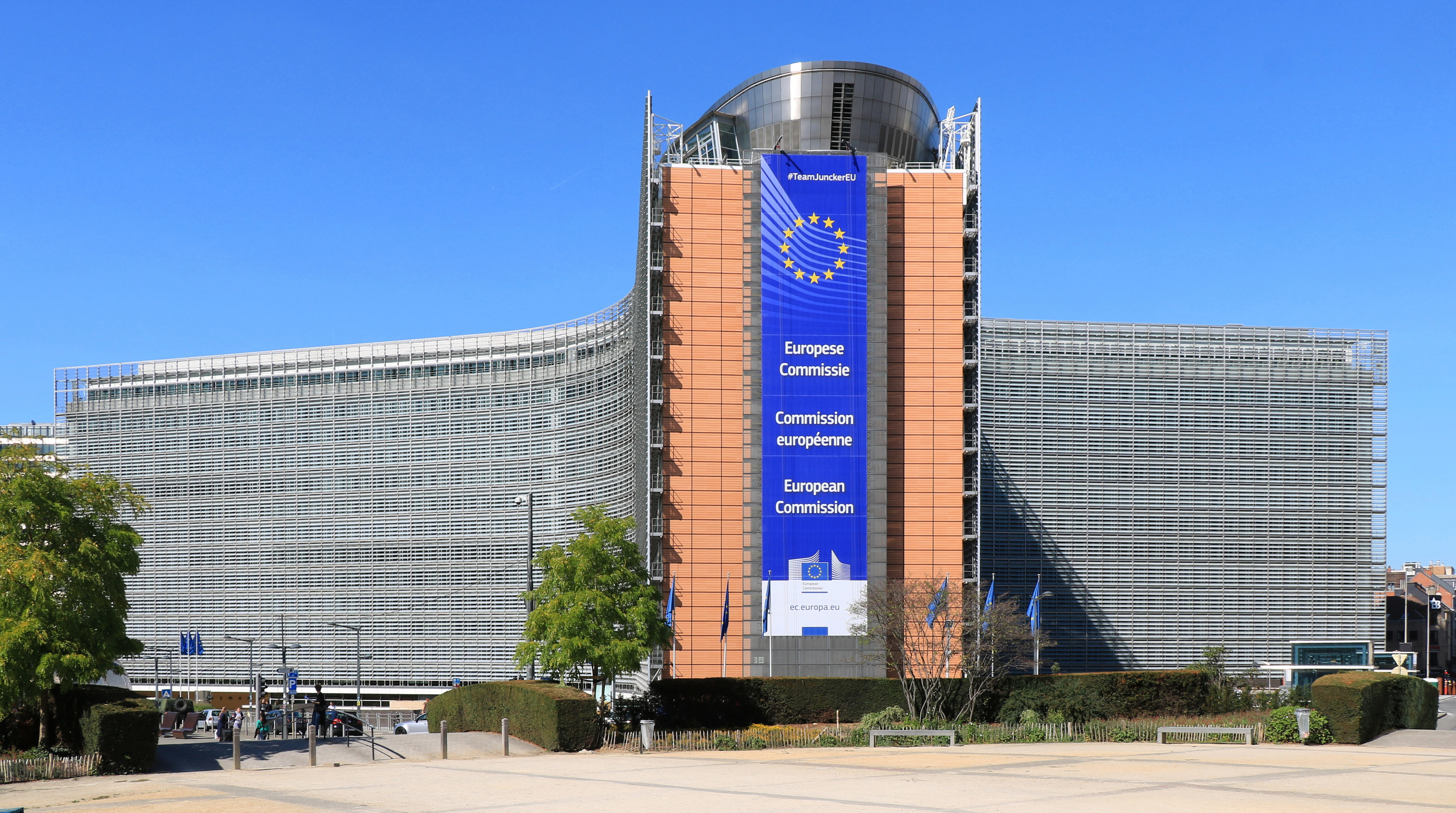
Le siège de la Commission européenne, à Bruxelles.

Le titre III définit les sept institutions de l'Union européenne et décrit les grandes lignes de leur fonctionnement :
- la liste des institutions : Parlement européen, Conseil européen, Conseil de l'Union européenne (appelé simplement « Conseil » dans le traité), Commission européenne, Cour de justice de l'Union européenne, Banque centrale européenne, Cour des comptes qui possèdent une compétence d'attribution, auxquelles sont ajoutées deux organismes consultatifs : le Comité économique et social européen et le Comité des régions (article 13) ;
- le Parlement européen, composé de représentants des citoyens (article 14) ;
- le Conseil européen, réunion des dirigeants des États (article 15) ;
- le Conseil de l'Union européenne, qui rassemble des représentants des États au niveau ministériel (article 16) ;
- la Commission européenne (article 17) ;
- le haut représentant de l'Union pour les affaires étrangères et la politique de sécurité (article 18) ;
- la Cour de justice de l'Union européenne (article 19).

Les modalités de fonctionnement de ces institutions sont précisées dans le traité sur le fonctionnement de l'Union européenne.

### Titre IV: coopération renforcée
Le titre IV comprend seulement l'article 20 consacré à la procédure de coopération renforcée, qui permet à un nombre limité d'États membres de l'Union d'approfondir leur intégration, dans le cadre des compétences non exclusives de l'Union.

### Titre V: action extérieure, PESC
Le titre V représente à peu près la moitié du traité en longueur. Il précise en effet en détail les dispositions relatives :
- à l'action extérieure de l'Union : principes et rôle du Conseil européen (articles 21 et 22) ;
- à la politique étrangère et de sécurité commune (PESC) : principes, rôle et coordination des institutions, coordination entre les États sur la scène mondiale, coopération structurée permanente définition progressive d'une politique de défense commune, Agence européenne de défense (articles 23 à 46).

### Titre VI: dispositions finales
Le titre VI attribue à l'Union la personnalité juridique (article 47).
Il décrit la procédure de révision ordinaire et les procédures de révision simplifiées (article 48). Il prévoit également l'adhésion de nouveaux membres à l'Union (article 49), mais également la possibilité pour un membre de se retirer (article 50). Il donne aux protocoles et annexes des traités la même valeur qu'à ceux-ci (article 51).
Il précise enfin le champ d'application du traité dans l'espace (52) pour une durée illimitée (article 53), ainsi que la procédure de ratification (article 54) et la traduction du traité (article 55).

### Protocoles, annexes et déclarations
Des protocoles, annexes et déclarations complètent le traité sur l'Union européenne et le traité sur le fonctionnement de l'Union européenne. Les protocoles et annexes ont la même valeur juridique que le traité lui-même.

## Sources

#### Ouvrages
- (de) Gerhard Brunn, Die Europäische Einigung von 1945 bis heute, Stuttgart, 2002, 427 p. (ISBN 3-15-017038-9).

#### Textes des traités de l'Union européenne
- Traité instituant la Communauté économique européenne : version initiale de Rome, 1957 (lire en ligne)
- Acte unique européen, 1986 (lire en ligne)
- Traité sur l'Union européenne : version initiale de Maastricht, 1992 (lire en ligne)
- Traité instituant la Communauté européenne : version consolidée Maastricht, 31 août 1992 (lire en ligne)
- Traité instituant la Communauté européenne : version consolidée Amsterdam, 10 novembre 1997 (lire en ligne)
- Traité sur l'Union européenne : version consolidée Nice, 2002 (lire en ligne)
- Traité instituant la Communauté européenne : version consolidée Nice, 2002 (lire en ligne)
- Traité sur l'Union européenne et Traité sur le fonctionnement de l'Union européenne : versions consolidées, 2012 (lire en ligne)

#### Documents publiés par l'Union européenne
- Traité de Rome (CEE), 1957 (lire en ligne)
- L'Acte unique européen, 1986 (lire en ligne)
- Traité de Maastricht sur l'Union européenne, 1991 (lire en ligne)
- « L'Union économique et monétaire », sur le Site officiel de la BCE.
- « Piliers de l'Union européenne », sur Europa.

#### Autres documents et articles
- Union européenne (lire en ligne)
- L'Union économique et monétaire: origine, fonctionnement et futur (lire en ligne)
- « Le Rapport Delors », sur CVCE (consulté le 31 mai 2014).
- Conclusions du Conseil européen de Madrid, juin 1989 (lire en ligne).
- Conclusions du Conseil européen de Hanovre, juin 1988 (lire en ligne).
- Projet de traité instituant l'Union européenne, Luxembourg, CVCE, Bulletin des Communautés européennes, février 1984 (lire en ligne).

## Compléments